# Tirrena-Adriàtica 2004
La Tirrena-Adriàtica 2004 va ser la 39a edició de la Tirrena-Adriàtica. La cursa es va disputar en set etapes, entre el 10 al 16 de març de 2004, i un recorregut de 1.245 km.
El vencedor de la cursa fou l'italià Paolo Bettini (Quick Step-Davitamon), que s'imposà per tan sols cinc segons a l'espanyol Óscar Freire (Rabobank ProTeam) i per onze a l'alemany Erik Zabel (T-Mobile Team), segon i tercer respectivament. En les classificacions secundàries Erik Zabel guanyà la classificació per punts i el seu compatriota i company d'equip Rolf Aldag la muntanya.

## Equips participants
| Núm.  | Codi | Equip                            |
| ----- | ---- | -------------------------------- |
| 1-8   | FAS  | Fassa Bortolo                    |
| 11-18 | ALB  | Alessio-Bianchi                  |
| 21-28 | BLB  | Brioches La Boulangère           |
| 31-38 | PAN  | Ceramiche Panaria-Margres        |
| 41-48 | COF  | Cofidis, le Crédit par Téléphone |
| 51-58 | C.A  | Crédit Agricole                  |
| 61-68 | DEN  | De Nardi                         |
| 71-78 | DVE  | Domina Vacanze                   |
| 81-88 | GST  | Gerolsteiner                     |
| 91-98 | LAM  | Lampre                           |

| Núm.    | Codi | Equip                              |
| ------- | ---- | ---------------------------------- |
| 101-108 | LAN  | Landbouwkrediet-Colnago            |
| 111-118 | LST  | Liberty Seguros                    |
| 121-128 | LOT  | Lotto-Domo                         |
| 131-138 | PHO  | Phonak Hearing Systems             |
| 141-148 | QSD  | Quick Step-Davitamon               |
| 151-158 | RAB  | Rabobank                           |
| 161-168 | SAE  | Saeco Macchine per Caffè           |
| 171-178 | SDV  | Saunier Duval-Prodir               |
| 181-188 | TMO  | T-Mobile Team                      |
| 191-198 | VIN  | Vini Caldirola-Nobili Rubinetterie |

## Etapes
| Etapa | Data       | Inici/final                                | Km  | Vencedor d'etapa          | Líder de la general       |
| ----- | ---------- | ------------------------------------------ | --- | ------------------------- | ------------------------- |
| 1a    | 10 de març | Sabaudia - Sabaudia                        | 172 | Alessandro Petacchi (ITA) | Alessandro Petacchi (ITA) |
| 2a    | 11 de març | Latina - Maddaloni                         | 164 | Alessandro Petacchi (ITA) | Alessandro Petacchi (ITA) |
| 3a    | 12 de març | Maddaloni- Isernia                         | 168 | Óscar Freire (ESP)        | Óscar Freire (ESP)        |
| 4a    | 13 de març | Isernia- Paglieta                          | 179 | Paolo Bettini (ITA)       | Paolo Bettini (ITA)       |
| 5a    | 14 de març | Paglieta - Torricella Sicura               | 215 | Roberto Petito (ITA)      | Paolo Bettini (ITA)       |
| 6a    | 15 de març | Monte San Pietrangeli - Torre San Patrizio | 185 | Paolo Bettini (ITA)       | Paolo Bettini (ITA)       |
| 7a    | 16 de març | S. B. del Tronto - S. B. del Tronto        | 162 | Alessandro Petacchi (ITA) | Paolo Bettini (ITA)       |

## Classificació general
|    | Ciclista                | Equip           | Temps       |
| -- | ----------------------- | --------------- | ----------- |
| 1  | Paolo Bettini (ITA)     | Quick Step      | 33h 47' 06" |
| 2  | Óscar Freire (ESP)      | Rabobank        | + 5"        |
| 3  | Erik Zabel (GER)        | T-Mobile Team   | + 11"       |
| 4  | Igor Astarloa (ESP)     | Cofidis         | + 18"       |
| 5  | Stuart O'Grady (AUS)    | Cofidis         | + 21"       |
| 6  | Michael Boogerd (NED)   | Rabobank        | + 22"       |
| 7  | Rolf Aldag (GER)        | T-Mobile Team   | + 26"       |
| 8  | Giuliano Figueras (ITA) | Ceram. Panaria  | + 26"       |
| 9  | Ángel Vicioso (ESP)     | Liberty Seguros | + 27"       |
| 10 | Joaquim Rodríguez (CAT) | Saunier Duval   | + 28"       |